# WNYW

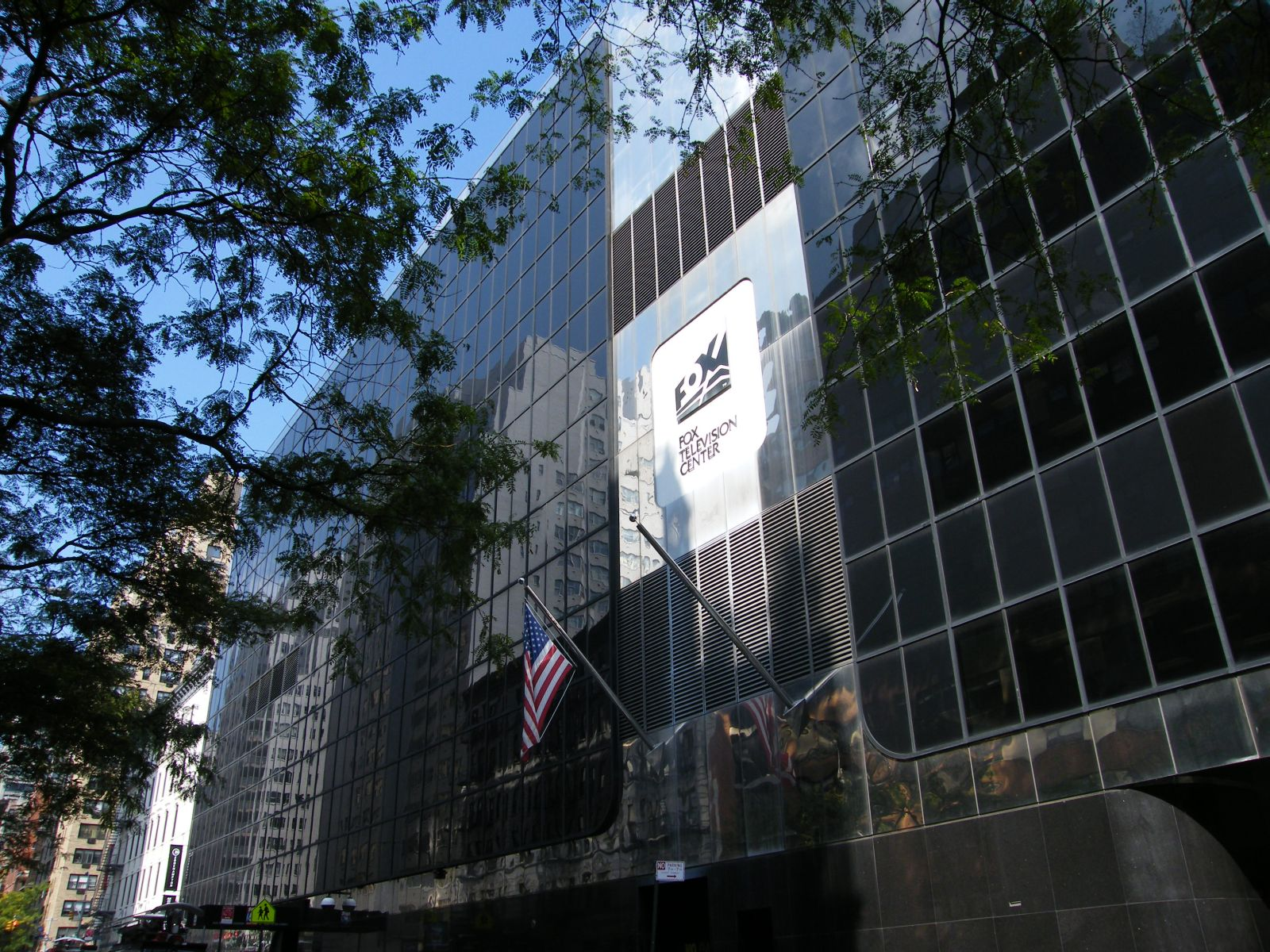
WNYW Broadcast Center, New York

WNYW Channel 5 ist ein US-amerikanischer Fernsehsender aus New York. WNYW gehört zum FOX-Network.

## Geschichte
Der Sender erhielt am 2. Mai 1944 als dritte Fernsehstation der Ostküstenmetropole seine Lizenz, damals noch unter dem Rufzeichen WABD Channel 4.
Am 11. September 2001 begann WNYW um 8:48:08 Uhr Ortszeit nur 1 Minute und 28 Sekunden nach dem Einschlag des ersten Flugzeugs als erster TV-Sender mit der Live-Berichterstattung über die Terroranschläge. Für diese Eilmeldung wurde ein Werbespot unterbrochen. Die ersten Worte des Reporters Dick Oliver lauteten (Originalton): Jim, just a few moments ago, something believed to be a plane crashed into the South Tower of the World Trade Center.